# بيلهورود دنيستروفسكيي
آق كرمان ((بالأوكرانية: ) : Білгород-Дністровський - بلهورود-دنستروفسكي - يعني "القلعة البيضاء") هي مدينة في مقاطعة أوديسكا في أوكرانيا.
يبلغ عدد سكانها حوالي 50534 نسمة.

## المناخ
يظهر الجدول التالي التغييرات المناخية على مدار السنة لآق كرمان:
| البيانات المناخية لـبيلهورود دنيستروفسكيي | البيانات المناخية لـبيلهورود دنيستروفسكيي | البيانات المناخية لـبيلهورود دنيستروفسكيي | البيانات المناخية لـبيلهورود دنيستروفسكيي | البيانات المناخية لـبيلهورود دنيستروفسكيي | البيانات المناخية لـبيلهورود دنيستروفسكيي | البيانات المناخية لـبيلهورود دنيستروفسكيي | البيانات المناخية لـبيلهورود دنيستروفسكيي | البيانات المناخية لـبيلهورود دنيستروفسكيي | البيانات المناخية لـبيلهورود دنيستروفسكيي | البيانات المناخية لـبيلهورود دنيستروفسكيي | البيانات المناخية لـبيلهورود دنيستروفسكيي | البيانات المناخية لـبيلهورود دنيستروفسكيي | البيانات المناخية لـبيلهورود دنيستروفسكيي |
| الشهر                                     | يناير                                     | فبراير                                    | مارس                                      | أبريل                                     | مايو                                      | يونيو                                     | يوليو                                     | أغسطس                                     | سبتمبر                                    | أكتوبر                                    | نوفمبر                                    | ديسمبر                                    | المعدل السنوي                             |
| ----------------------------------------- | ----------------------------------------- | ----------------------------------------- | ----------------------------------------- | ----------------------------------------- | ----------------------------------------- | ----------------------------------------- | ----------------------------------------- | ----------------------------------------- | ----------------------------------------- | ----------------------------------------- | ----------------------------------------- | ----------------------------------------- | ----------------------------------------- |
| متوسط درجة الحرارة الكبرى °م (°ف)         | 1.5 (34.7)                                | 2.1 (35.8)                                | 5.9 (42.6)                                | 12.9 (55.2)                               | 19.1 (66.4)                               | 23.5 (74.3)                               | 25.9 (78.6)                               | 25.5 (77.9)                               | 21.2 (70.2)                               | 15.1 (59.2)                               | 8.9 (48.0)                                | 4.4 (39.9)                                | 13.8 (56.9)                               |
| المتوسط اليومي °م (°ف)                    | −1.1 (30.0)                               | −0.4 (31.3)                               | 3.1 (37.6)                                | 9.6 (49.3)                                | 15.6 (60.1)                               | 19.7 (67.5)                               | 21.9 (71.4)                               | 21.5 (70.7)                               | 17.3 (63.1)                               | 11.6 (52.9)                               | 6.1 (43.0)                                | 1.8 (35.2)                                | 10.6 (51.1)                               |
| متوسط درجة الحرارة الصغرى °م (°ف)         | −3.7 (25.3)                               | −2.9 (26.8)                               | 0.4 (32.7)                                | 6.4 (43.5)                                | 12.1 (53.8)                               | 16.0 (60.8)                               | 17.9 (64.2)                               | 17.5 (63.5)                               | 13.5 (56.3)                               | 8.2 (46.8)                                | 3.4 (38.1)                                | −0.7 (30.7)                               | 7.3 (45.2)                                |
| الهطول مم (إنش)                           | 35 (1.4)                                  | 36 (1.4)                                  | 27 (1.1)                                  | 31 (1.2)                                  | 39 (1.5)                                  | 48 (1.9)                                  | 49 (1.9)                                  | 36 (1.4)                                  | 38 (1.5)                                  | 25 (1.0)                                  | 38 (1.5)                                  | 42 (1.7)                                  | 444 (17.5)                                |
| المصدر: Climate-Data.org                  |                                           |                                           |                                           |                                           |                                           |                                           |                                           |                                           |                                           |                                           |                                           |                                           |                                           |

## أعلام
- أناتولي أنتونوفيتش ياتسكوف
- نيكولاى فاكارويو
- أوليكسي كيكيريشكو
- فاسيل لوماتشينكو